# Tõnu Endrekson
Tõnu Endrekson   (Pärnu, 11 de juny de 1979) és un remer estonià. És cinc vegades finalista olímpic i doble medaller olímpic. Va quedar quart juntament amb Leonid Gulov als Jocs Olímpics d'Estiu 2004 a Atenes. Endrekson guanyà una medalla de plata el Jocs Olímpics d'Estiu 2008 a Pequín en la categoria de rems doble amb Jüri Jaanson.  És membre del Pärnu Sõudeklubi (Club de Rem de Pärnu), situat a Pärnu.

## Jocs Olímpics
La seva primera aparició en els Jocs Olímpics era a Atenes 2004, on competia en la categoria de rems doble amb Leonid Gulov. Ocupaven la sisena posició per als primers 1500 metres, però amb els 500 metres finals aconseguiren tancar a la quarta posició. Finalment perdien la medalla de bronze que se l'emportaren els italians Rossano Galtarossa i a Alessio Sartori per 2,37 segons.
A Beijing 2008 Endrekson també competia en la categoria de rems doble però amb l'arribada de Jüri Jaanson com a parella van aconseguir quedar tercers davant del duo britànic Matthew Wells i Stephen Rowbotham.
Als Jocs Olímpics de Londres 2012, va competir en la prova masculina de quatre sculls amb Andrei Jämsä, Allar Raja i Kaspar Taimsoo, acabant en quarta posició.